# Eublemma prochitana
Eublemma prochitana is een vlinder uit de familie van de spinneruilen (Erebidae). De wetenschappelijke naam van deze soort is voor het eerst voorgesteld door Oronzio Gabriele Costa in een publicatie uit 1834.